# Dalbergia hildebrandtii
Dalbergia hildebrandtii är en ärtväxtart som beskrevs av Wilhelm Vatke. Dalbergia hildebrandtii ingår i släktet Dalbergia, och familjen ärtväxter. IUCN kategoriserar arten globalt som sårbar.

## Underarter
Arten delas in i följande underarter:
- D. h. hildebrandtii
- D. h. scorpioides